# Arbrå Kraftverk
AB Arbrå Kraftverk (sedermera Hälsingekraft AB, idag Fortum) var ett kraftbolag för produktion av elektrisk ström i trakterna kring Arbrå.

## Kraftverk Nr. 1 med Elis Schenson

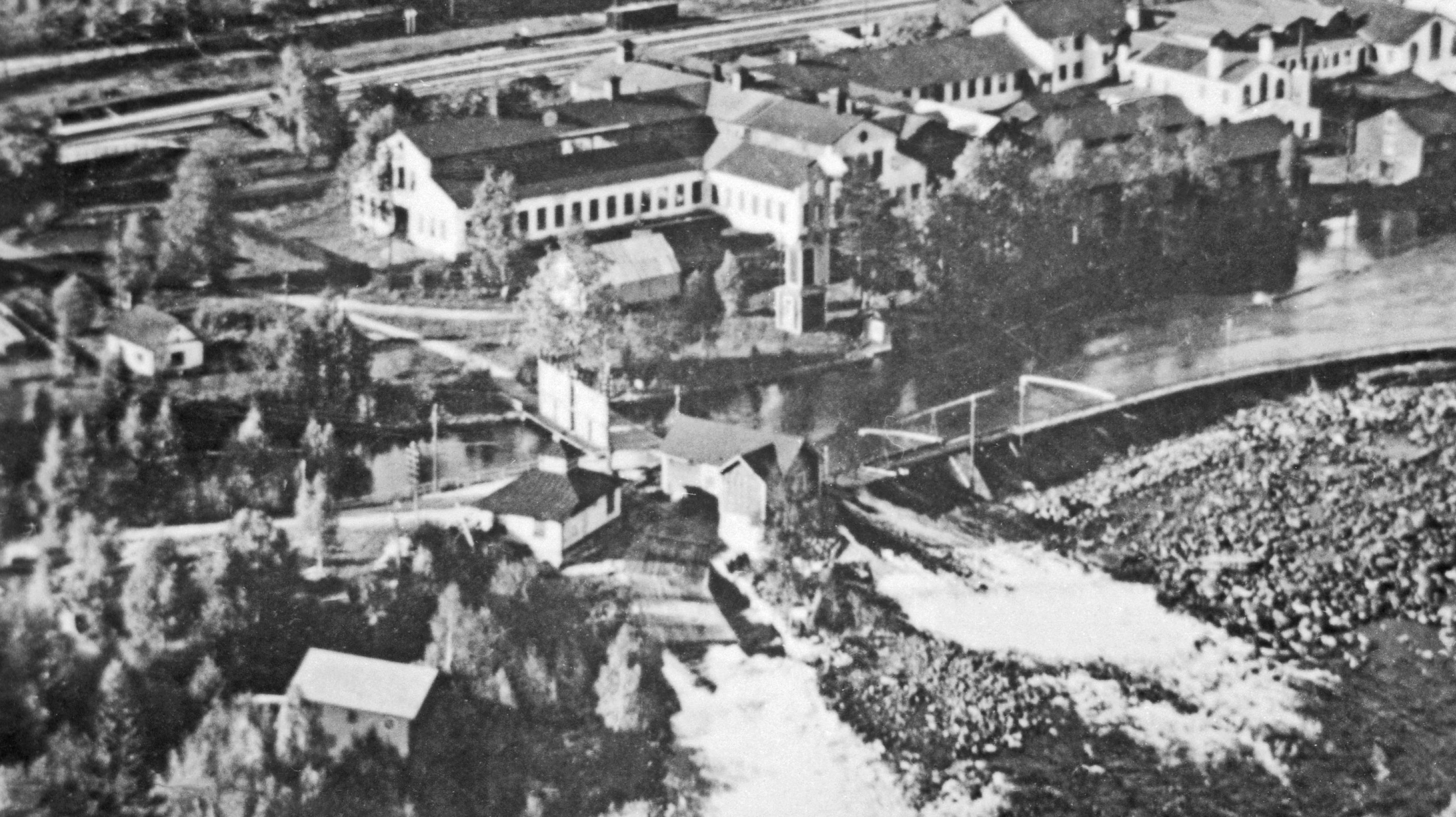
Kraftverk Nr 1, med tillhörande dammbyggnad, 1897.

Civilingenjör Elis Schenson, född i Uppsala 1856, inflyttade till Arbrå 1881 som specialist på linberedning, vilket han på uppdrag av Gävleborgs Läns Hushållningssällskap studerat utomlands 1880–1881. Schenson ingick som delägare i och disponent för Arbrå Mekaniska Verkstads AB 1883. Detta år insattes i en befintlig linskäkt en Arboga-turbin som via en linledning överförde mekanisk drivkraft till en nyuppförd verkstad med gjuteri. Linbrott och andra störningar, speciellt vintertid, tvingade dock fram reservkraft från lokomobil.
Schenson fortsatte i sin framsynthet, som resulterade i att 1897–1898 byggdes den första elkraftstationen i Arbrå där en Oerlikon generator på 150 hk hade premiär den 15 november 1898. Kraftverket förlades i strömmen utanför Arbrå Mekaniska Verkstads AB där den spirande industrin fick Arbrå samhälle att utvecklas. Detaljdistribution skedde från Lottefors samhälle i söder samt till Vallsta samhälle en halv mil norrut och i Arbrå samhälle hade man elektrisk gatubelysning. Schenson gick bort 1900.

## Kraftverk Nr. 2 med Adolf Ungers Industriaktiebolag

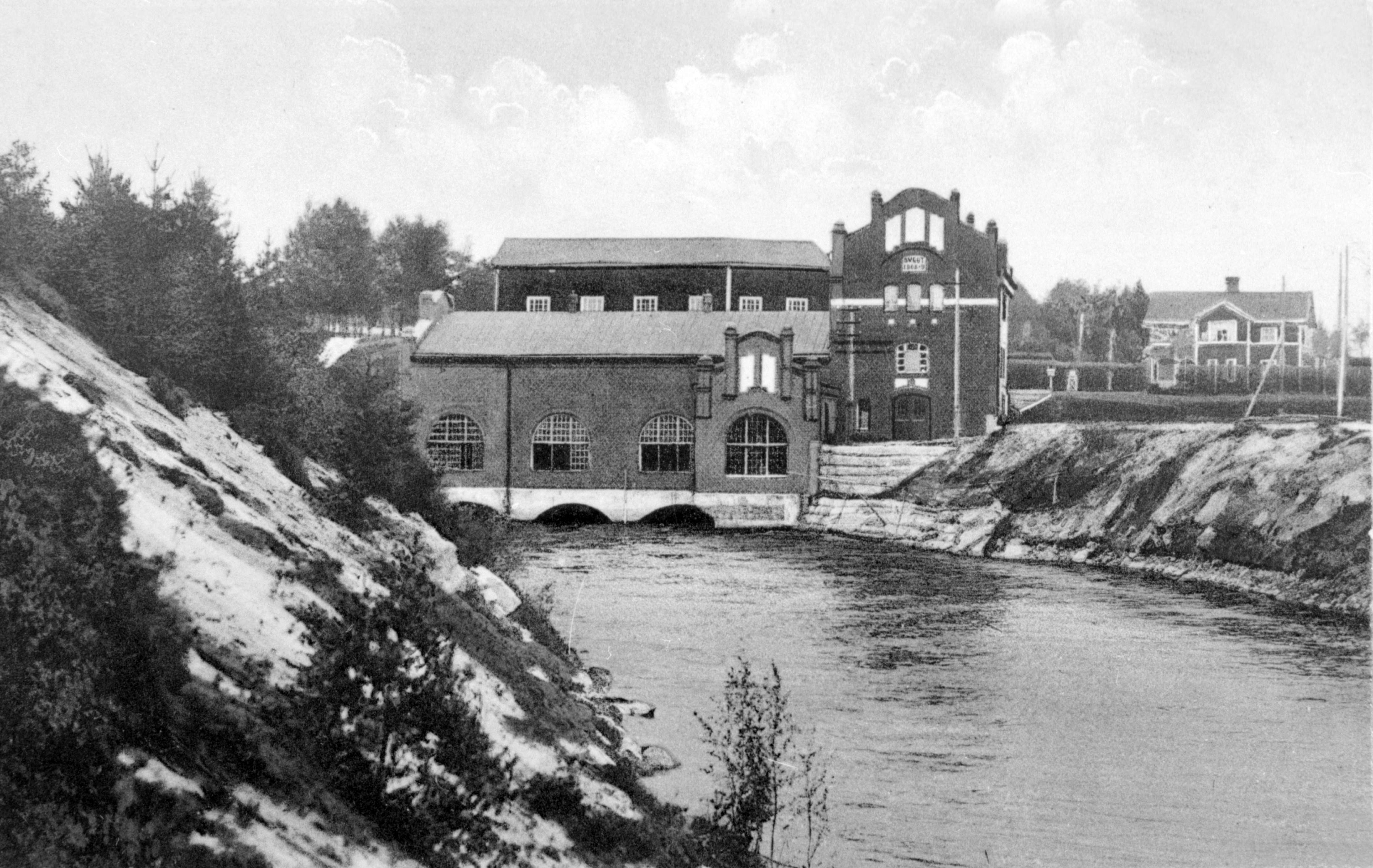
Arbrå Kraftverk, Nr 2, invigt 1909.

Bruksdisponent Adolf Unger i Adolf Ungers Industriaktiebolag hade 1899 övertagit Arbrå Mekaniska Verkstads AB:s hela aktiestock och satsade på produktion av elmaskiner med den irländske ingenjören Aubert Clayton som teknisk ledare.
Strömförbrukningen kom därefter att öka både för industrin och i hemmen och även det kraftverket blev otillräckligt. Ett nytt kraftverk förlades längre ned i strömmen. En kanal grävdes från forshuvudet fram till intaget. Kanalgrävningen var ett ofantligt arbete på sin tid med ett vattendjup av ca 3 meter. För att påskynda grävningsarbetet insattes en ångdriven grävmaskin men transporterna utfördes av vagnar på räls som brukligt var på den tiden. Kanalbankarna blev med tiden omtyckta promenadvägar och i dammen anlades en brygga för mattvättning.
Den nya kraftstationen byggdes 1908–1909, och innehöll företagets förråd, verkstad och linjeförmanskontor. Tio meter fallhöjd med 3 aggregat, samtliga av Unger-Clayton fabrikat gav 2 800 kW. Ungerska intressen i Forsså bruk låg bakom byggandet av linjen mot Hudiksvall som 15 december 1909 driftsattes med en spänning av 40 kV.
1916–1917 tillkom ett fjärde aggregat och invallning respektive muddring samt byten av löphjul och aggregat ökade stationseffekten till 6 MW när det på 1960-talet ersattes av Norrängestationen. Elproduktionen och distributionen som fram till 1918 drevs i Adolf Ungers Industri AB:s namn och  regi, övergick under två år i Barnängens Kemiska Fabrikers AB och den 10 mars 1920 bildades AB Arbrå Kraftverk med ett aktiekapital på 2,5 miljoner. På 1960-talet begynte så epoken Allan Wrebo och sifferomfånget blev betydligt större.

## Kraftverk Nr. 3 - Norränge Kraftstation (nya kraftstationen)

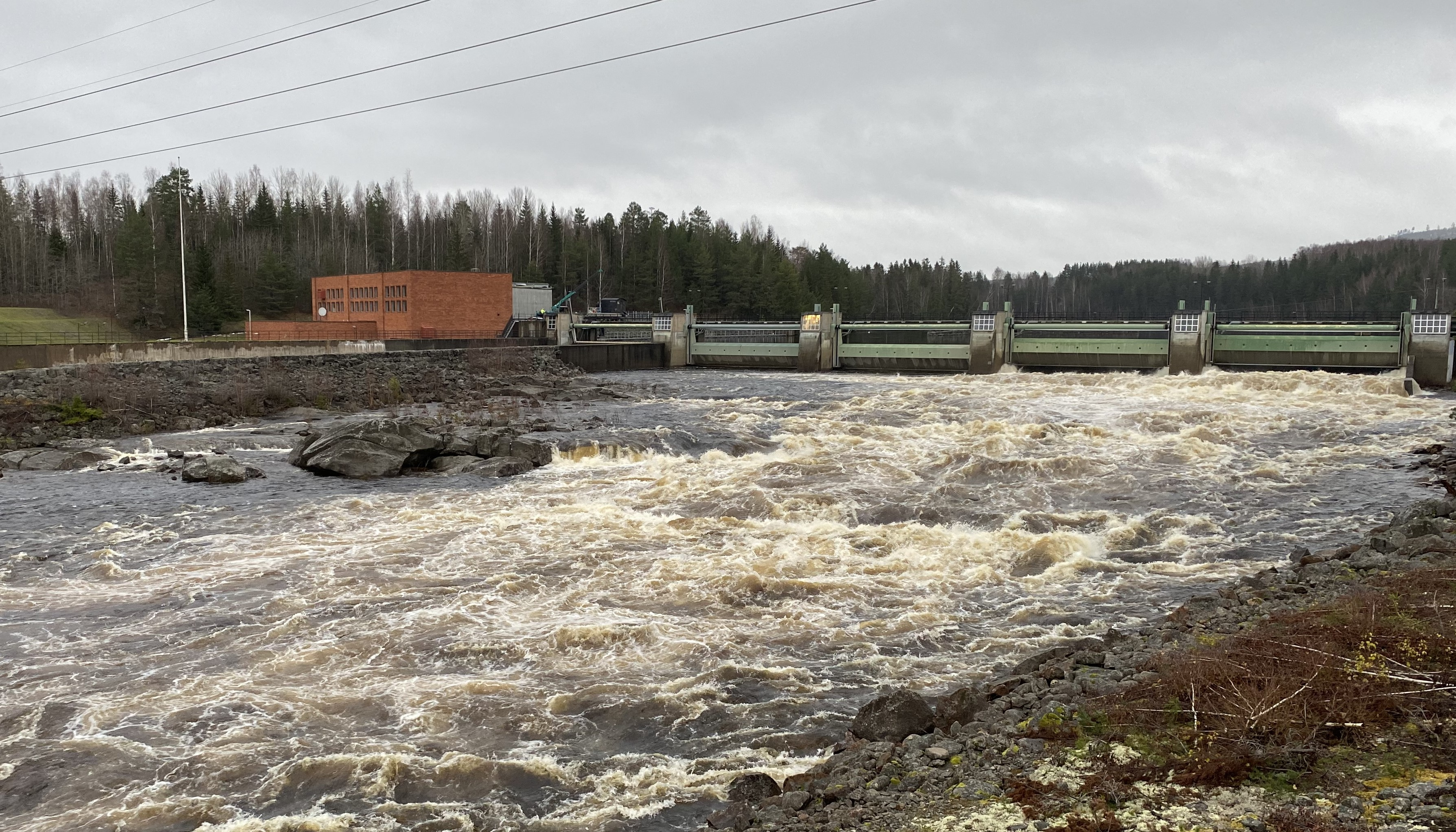
Norränge Kraftstation, Nr 3, invigd 1963. Bild tagen 2023.

Tisdagen den 10 december 1963 var det klart för provdrift på den nya kraftstationen som var förlagd ovanför Strömbron. Det nya verket började byggas den 1 april 1961. En ny teknik hade nu införts för utbyggnad av vattenkraften som gav ännu större effekt. Cirka 300 personer hade haft anställning, när företaget stod på topp. För driften av det nya verket kommer endast två man ha anställning, för övrigt dirigeras kraftverket från Dönje.
Invigningen ägde rum på försommaren 1963 och allmänheten fick medelst buss färdas i den imponerande tunneln innan vattnet släpptes på. Vattenrallarna hade ännu en gång utfört ett stort och märkligt arbete.
1989 rasade taket på den 13 meter breda och 14 meter höga utloppstunneln som går under Forsön. Två män på morgonpromenad upptäckte detta. De såg ett mindre hål mitt på motionsslingan och när de gick fram till hålet hördes vatten forsa långt nere. De larmade kraftbolaget som kom och spärrade av och då hade tunneltaket rasat. För att åtgärda skadan var man tvungen att frakta bort 100 000 kubikmeter jord och lera, cirka 15 000 lastbilslass.

## Data Norränge Kraftstation idag
Ägare idag är Fortum. Fallhöjd 21,5 m. Kapacitet 50 MW.